# Zsolt Semjén
Zsolt Semjén (Budimpešta,  8. kolovoza 1962.), mađarski političar, zamjenik premijera Viktora Orbana u trima vladama, zastupnik u Mađarskom parlamentu i dugogodišnji predsjednik Kršćansko-demokratske narodne stranke (KDNP-a).
Studirao je bogoslovlje na Katoličkom sveučilištu Péter Pázmány u rodnoj Budimpešti te je 1992. na istom sveučilištu diplomirao sociologiju. Na uglednom Sveučilištu Eötvös Loránd doktorirao je religijske znanosti i bio imenovan počasnim profesorom.
Netom prije pada komunizma u Mađarskoj 1989. bio je jedan od osnivača KDNP-a, pod čijom je listom ušao u Mađarski parlament 1994. godine. Ipak, tri godine kasnije prešao je u Mađarski demokratski forum, stranku sličnog političkog usmjerenja, da bi ga 1998. premijer Viktor Orban imenenovao državnim tajnikom za Crkvu. U parlament se vratio 2002. na zajedničkoj listi Fidesza i Foruma.
Godine 2003. vraća se u KDNP i postaje njegovim predsjednikom, te u narednim godinama radi na približavanju Foruma, Fidesza i KDNP-a što je urodilo zajedničkim nastupom na parlamentarnim izborima 2006. i 2010. Kako na parlamentarnim izborima 2010. Forum nije uspio povratiti niti jedno od 11 mjesta u Parlamentu, koliko su držali u prethodnom mandatu, vladu su uspostavili Fidesz i KDNP.
Oženjen je i otac troje djece.

## Vanjske poveznice
- Službene stranice pri semjenzsolt.hu